# Daniele Corrieri
Daniele Corrieri ist ein italienischer Poolbillardspieler.

## Karriere
Corrieris bisher bestes Ergebnis bei Europameisterschaften war das Erreichen des 10-Ball-Viertelfinals bei der EM 2013; er verlor dieses gegen den Albaner Nick Malai mit 7:8.
Seine erste Euro-Tour-Medaille gewann Corrieri bei den North Cyprus Open 2013, als er erst im Finale gegen den Russen Konstantin Stepanov mit 7:9 verlor.
Bei den Castel Brando Open 2013 erreichte er erneut das Finale, verlor jedoch gegen den Deutschen Ralf Souquet mit 1:9.
Bei den Austria Open 2014 erreichte Corrieri das Achtelfinale, das er mit 7:9 gegen den späteren Turniersieger Denis Grabe verlor.
2014 nahm Corrieri gemeinsam mit Fabio Petroni am World Cup of Pool teil. Das Duo unterlag jedoch bereits in der ersten Runde den Franzosen Stephan Cohen und Alex Montpellier.